# Thamiaraea hospita
Thamiaraea hospita – gatunek chrząszcza z rodziny kusakowatych i podrodziny rydzenic. Zamieszkuje Europę, Zakaukazie i Afrykę Północną.

## Taksonomia
Gatunek ten opisany został po raz pierwszy w 1844 roku przez Johanna Christiana Friedricha Märkela pod nazwą Homalota hospita.

## Morfologia
Chrząszcz o wydłużonym ciele długości od 3 do 4 mm. Głowa jest rudobrązowa, poprzeczna, o dużych, dłuższych od skroni oczach. U samca na czole brak jest kępki żółtych włosków. Rudobrązowe z żółtymi nasadami czułki mają człony w części środkowej przeciętnie poprzeczne. Przedplecze i pokrywy są jasnorudobrązowe, punktowane, porośnięte przylegającymi włoskami żółtymi, a po bokach także długimi, sterczącymi szczecinkami. Na linii środkowej przedplecza włoski skierowane są ku tyłowi w części przedniej i ku przodowi w części tylnej. W tylnej połowie przedplecza występuje słaba bruzdka pośrodkowa. Pokrywy są szersze od przedplecza i mniej więcej tak długie jak ono. Odnóża mają żółte ubarwienie. Odwłok jest jasnorudobrązowy z przyciemnieniem przed wierzchołkiem; powierzchnia trzech początkowych tergitów jest dość gęsto i wyraźnie punktowana i owłosiona, pozostałych zaś ma punktowanie i owłosienie nieco bardziej rozproszone. Szósty tergit ma dwa ukośne kile podłużne w tyle, w formie krótkich ząbków wystające ponad tylną krawędź. Bo bokach tylnej krawędzi tegoż tergitu znajduje się jeszcze jedna para dość krótkich zębów.

## Ekologia i występowanie
Owad ten bytuje w wyciekającym ze zranionych drzew liściastych soku. Najczęściej na topolach i dębach, w tym zaatakowanych przez gąsienice trociniarki czerwicy.
Gatunek palearktyczny. W Europie znany jest z Irlandii, Wielkiej Brytanii, Francji, Belgii, Holandii, Niemiec, Szwajcarii, Austrii, Włoch, Danii, Szwecji, Finlandii, Polski, Czech, Słowacji, Węgier, Rumunii i Chorwacji, w Azji z Azerbejdżanu, a w Afryce z Algierii. Na „Czerwonej liście gatunków zagrożonych Republiki Czeskiej” umieszczony jest jako gatunek zagrożony wymarciem (EN)